# リー・ジョーンズ (ラグビー指導者)

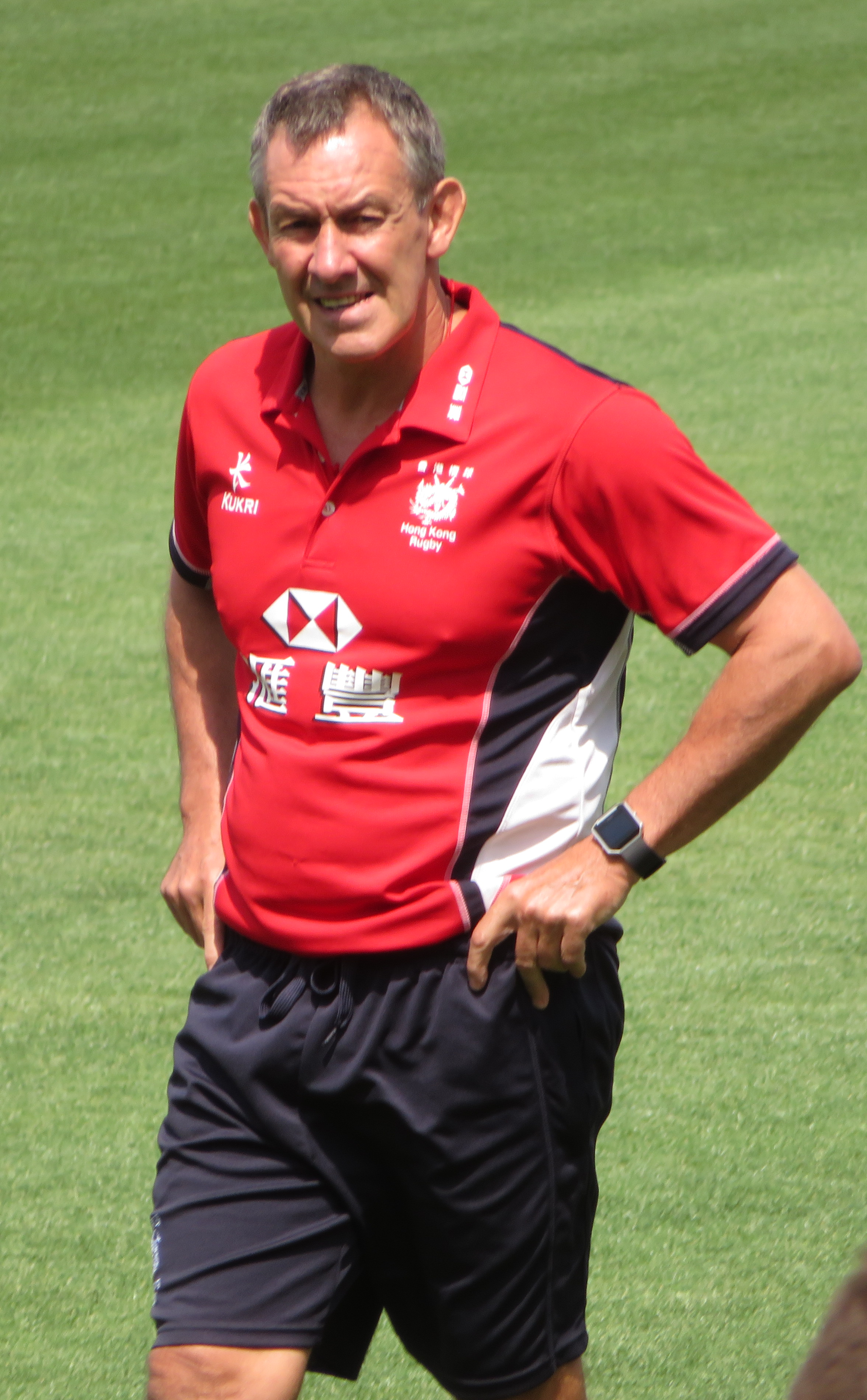
リー・ジョーンズ

リー・ジョーンズ（Leigh Jones、中国語: 利鍾斯、1959年7月23日 – ）は、ウェールズ出身のラグビー指導者。香港代表ヘッドコーチ（2010年–2014年、2015年–）を務めた。

## キャリア
1959年にウェールズのクリックホーウェルで誕生。1995年から2000年までエブー・ヴェールRFCコーチ。2000年から2002年までニューポートRFCコーチ。2000年から2002年までウェールズ代表アシスタントコーチ。2002年から2010年までニューポート・グウェント・ドラゴンズフォワードコーチ。2010年から2014年まで香港代表ヘッドコーチおよび香港協会ナショナルコーチ・ディヴェロプメントマネジャー。2014年から日本代表ディフェンスコーチ。ラグビーワールドカップ2015が終了後、香港代表ヘッドコーチに復帰。